# Will Stevens
William Stevens, plus connu sous le nom de Will Stevens, né le 28 juin 1991 à Rochford, est un pilote automobile britannique. Il participe en 2020 au championnat du monde d'endurance avec l'écurie Jackie Chan DC Racing, et au championnat d'European Le Mans Series avec l'écurie Panis Racing.
Au cours de sa carrière, il a pris part à 18 Grands Prix de Formule 1 avec Caterham et Manor Marussia entre 2014 et 2015.

## Biographie

### 2008-2010: les débuts en monoplace
Will Stevens débute en karting en 2003. Après avoir remporté plusieurs titres en Europe, il découvre la monoplace fin 2008 avec Fortec Motorsport. Stevens effectue quelques courses en Formule Renault 2.0, d'abord en Grande-Bretagne puis en Espagne et au Portugal. Son meilleur résultat est une troisième place obtenue à Jerez. 
2009 commence en Nouvelle-Zélande, avec trois courses et un podium en Toyota Racing Series. La même année, toujours avec Fortec Motorsport, Will Stevens s'engage dans le championnat de Grande-Bretagne de Formule Renault. Sa première saison complète s'achève à la septième place du championnat, derrière ses équipiers James Calado et Oliver Webb, avec un podium sur le circuit de Thruxton.
En 2010, il rejoint Manor Motorsport, monte sur sept podiums, remporte deux courses, obtient une pole position et termine quatrième du championnat.

### 2011: une saison complète en Formule Renault 2.0
Après quelques piges sans résultats notables en Eurocup Formula Renault 2.0 en 2009 et 2010 ainsi qu'en Formula Renault 2.0 NEC en 2010, Will Stevens devient titulaire en Eurocup Formula Renault 2.0 en 2011 chez Fortec. Il obtient une victoire à Aragón et finit quatrième du classement.
En parallèle, il participe à quatre courses du championnat de Grande-Bretagne de Formule Renault, avec deux podiums.

### 2012-2014: la Formule Renault 3.5 et les premiers pas en Formule 1
Will Stevens passe en Formula Renault 3.5 Series en 2012, en signant chez Carlin Motorsport, l'écurie championne en titre. Il rentre dans les points à dix reprises et obtient une troisième place sur le Hungaroring ; il finit douzième du championnat.
En 2013, il passe chez Strakka Racing et, même s'il ne remporte aucune course, obtient cinq podiums et termine quatrième du championnat. Cette même année, il est recruté par Caterham F1 Team pour intégrer l'académie de pilotes de l'écurie malaisienne.

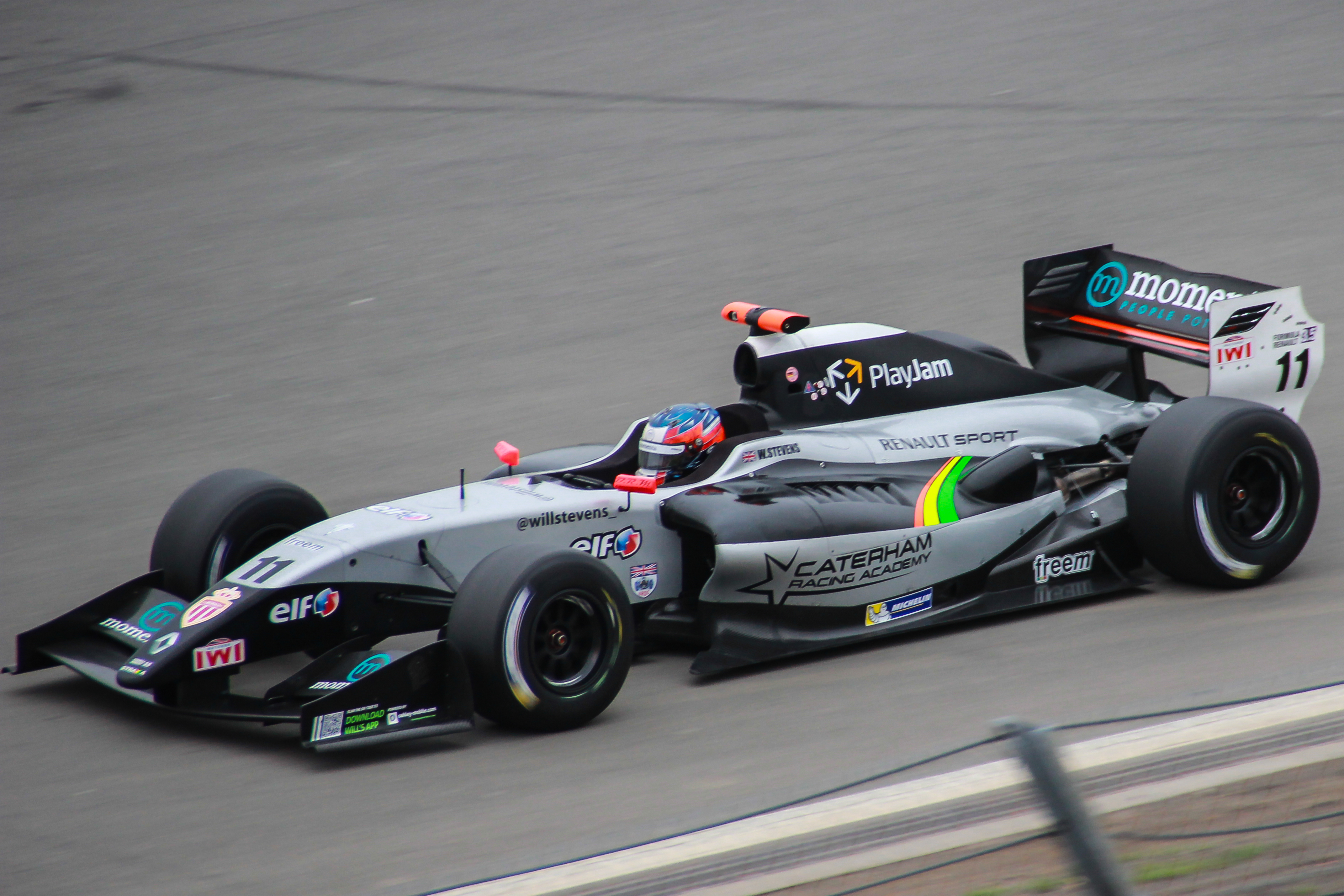
Will Stevens en 2014 sur le Nürburgring.

En 2014, toujours chez Strakka Racing, il remporte la course d'ouverture à Monza et l'avant-dernière course à Jerez. Il se classe sixième. Juste avant le Grand Prix du Japon, il devient pilote de réserve pour Marussia F1 Team.

### 2014-2015: court passage en Formule 1 avec Caterham et Marussia
En grandes difficultés financières et sans Marcus Ericsson parti chez Sauber, Caterham F1 Team fait appel Will Stevens pour épauler Kamui Kobayashi lors de la dernière course de la saison, à Abou Dabi. Pour son premier Grand Prix en Formule 1, il termine dix-septième, à un tour de Lewis Hamilton.

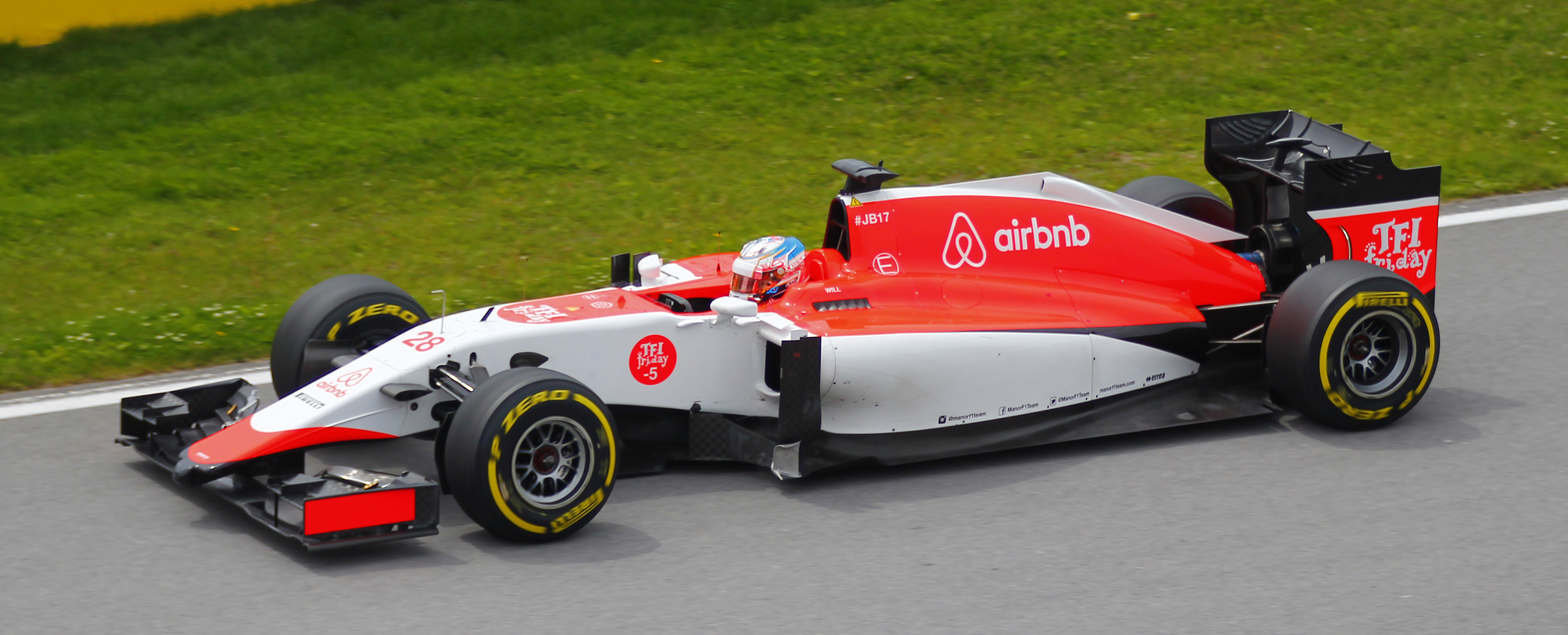
Will Stevens au volant de la Marussia MR03B lors du Grand Prix du Canada 2015.

En 2015, deux semaines avant le début de la saison, il signe avec Manor Marussia F1 Team qui vient de perdre son administration judiciaire. Les MR03B ne sont pas prêtes à temps pour le Grand Prix inaugural en Australie et ni Roberto Merhi ni Will Stevens ne peuvent rouler. Merhi peut faire des débuts en Formule 1 à Sepang mais la voiture de Stevens est touchée par un problème d'alimentation qui l'empêche de faire le moindre mètre. Il doit attendre la troisième épreuve de la saison, en Chine, pour disputer sa première course, qu'il achève à la quinzième position, devant Merhi. Au volant de la monoplace la moins efficace du plateau, il ne peut lutter qu'avec l'Espagnol qu'il domine régulièrement tant en qualifications qu'en course. En fin de saison, Roberto Merhi est partiellement remplacé par le troisième pilote Alexander Rossi qui lui oppose plus de maîtrise. Grâce à deux douzièmes places, Merhi et Rossi se classent devant lui au championnat des pilotes ; Will Stevens termine vingt-et-unième et dernier du championnat avec comme meilleur résultat une treizième place à Silverstone.

### Depuis 2016: l'endurance et le GT
En 2016, si Manor décide de ne plus continuer avec Will Stevens en Formule 1, l'écurie fait appel à lui pour son nouveau programme en endurance. Il dispute les deux premières courses de la saison avec Manor, puis se fait prêter par Manor chez G-Drive Racing pour les 24 Heures du Mans. Avec ses équipiers Roman Rusinov et René Rast, il termine sixième au classement général et deuxième de la catégorie LMP2. En parallèle, avec Belgian Audi Club Team WRT, il participe au Blancpain GT Series Sprint et se classe neuvième avec trois podiums en huit courses. En Blancpain GT Series Endurance, il se classe dix-huitième.

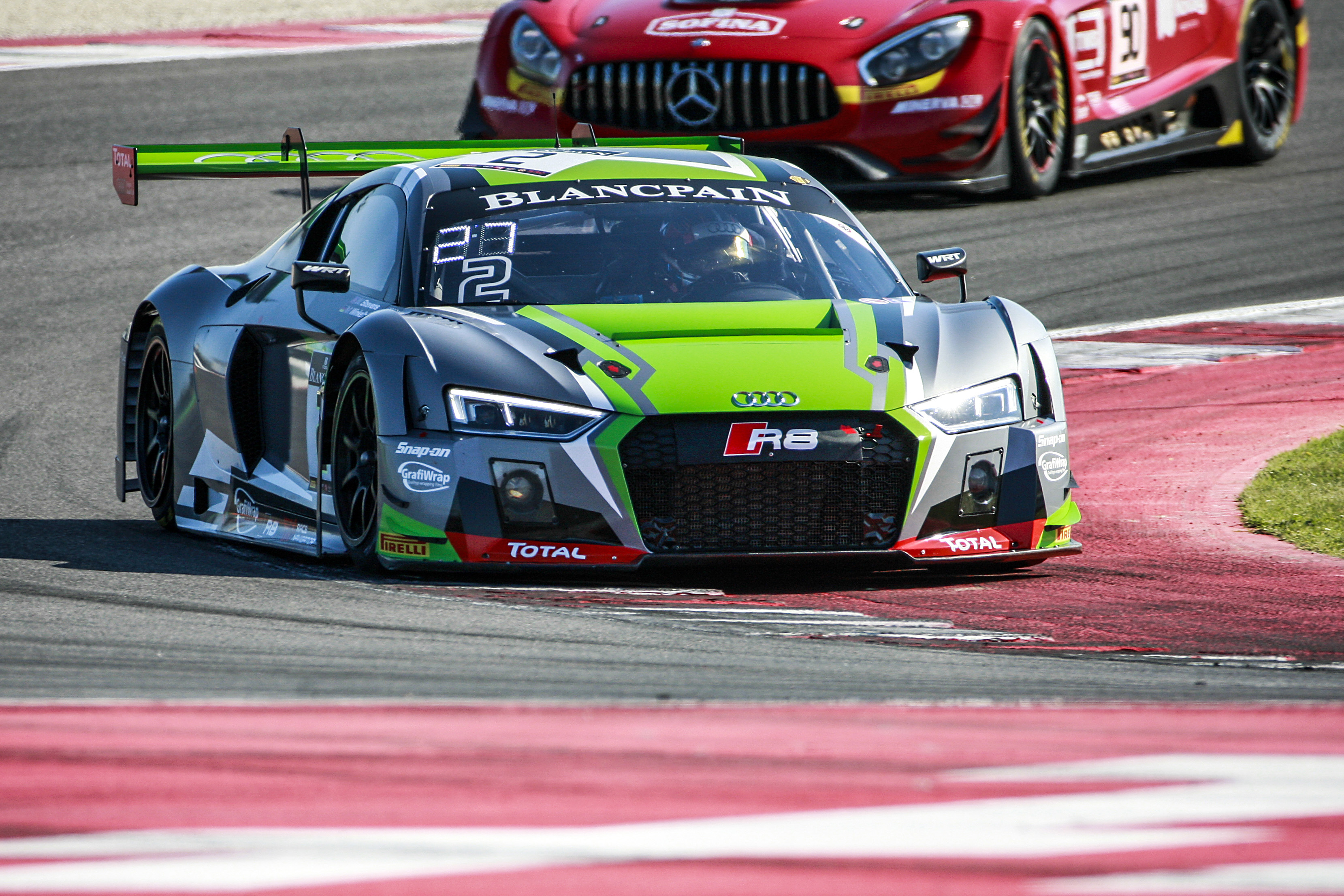
Will Stevens en Blancpain GT Series en 2017.

L'année suivante, il participe aux 24 Heures du Mans avec JMW Motorsport et remporte la course en catégorie LMGTE Am. Il dispute également deux courses d'European Le Mans Series et obtient deux podiums. Toujours avec Belgian Audi Club Team WRT en Blancpain GT Series Sprint, il partage sa voiture avec Markus Winkelhock et connaît sa première victoire sur le circuit de Zolder. Les deux hommes finissent deuxièmes.
En 2018, Will Stevens signe chez Panis-Barthez Compétition en European Le Mans Series. Il obtient une pole position, deux podiums et termine sixième. Au Mans, il termine neuvième de sa catégorie. Il s'impose à Brands Hatch et termine quatrième du Blancpain GT Series Sprint.
En 2019, il rejoint Jackie Chan DC Racing et remporte les 1 000 Miles de Sebring en LMP2. Il termine également 13e aux 24 Heures du Mans aux côtés de René Binder et de Julien Canal, avec Panis-Barthez Compétition.
Lors de la saison 2019-2020, Will Stevens reste chez Jackie Chan DC Racing et enchaîne quatre podiums consécutifs avec ses équipiers Ho-Pin Tung et Gabriel Aubry. Aux 24 Heures du Mans, après 141 tours, l'équipage est disqualifié à la suite d'une infraction au règlement. Il garde également un pied en European Le Mans Series avec Panis Racing. 

## Carrière

### Résultats en monoplace
| Saison    | Championnat                                       | Écurie               | Courses | Victoires | Pole positions | Meilleurs tours | Podiums | Points | Classement |
| --------- | ------------------------------------------------- | -------------------- | ------- | --------- | -------------- | --------------- | ------- | ------ | ---------- |
| 2008      | Championnat de Grande-Bretagne de Formule Renault | Fortec Motorsport    | 4       | 0         | 0              | 1               | 1       | 15     | 8e         |
| 2008      | Championnat de Grande-Bretagne de Formule Renault | Fortec Motorsport    | 4       | 0         | 0              | 0               | 0       | 54     | 8e         |
| 2008–2009 | Toyota Racing Series                              | Giles Motorsport     | 9       | 0         | 1              | 0               | 5       | 491    | 9e         |
| 2009      | Championnat de Grande-Bretagne de Formule Renault | Fortec Motorsport    | 20      | 0         | 0              | 0               | 1       | 247    | 7e         |
| 2010      | Championnat de Grande-Bretagne de Formule Renault | Manor Motorsport     | 20      | 1         | 1              | 0               | 7       | 397    | 4e         |
| 2011      | Eurocup Formula Renault 2.0                       | Fortec Motorsport    | 14      | 1         | 3              | 0               | 4       | 116    | 4e         |
| 2012      | Formule Renault 3.5 Series                        | Carlin               | 17      | 0         | 0              | 0               | 1       | 59     | 12e        |
| 2013      | Formule Renault 3.5 Series                        | P1 by Strakka Racing | 17      | 0         | 0              | 2               | 5       | 148    | 4e         |
| 2014      | Formule Renault 3.5 Series                        | Strakka Racing       | 17      | 2         | 1              | 0               | 4       | 122    | 6e         |

### Résultats en championnat du monde de Formule 1
| Saison | Écurie                 | Châssis | Moteur                | Pneus   | GP disputés | Victoires | Pole positions | Meilleurs tours | Dans les points | Abandons | Points inscrits | Classement |
| ------ | ---------------------- | ------- | --------------------- | ------- | ----------- | --------- | -------------- | --------------- | --------------- | -------- | --------------- | ---------- |
| 2014   | Caterham F1 Team       | CT05    | Renault Energy F1 V6  | Pirelli | 1           | 0         | 0              | 0               | 0               | 0        | 0               | 23e        |
| 2015   | Manor Marussia F1 Team | MR03B   | Ferrari Type 059/3 V6 | Pirelli | 17          | 0         | 0              | 0               | 0               | 3        | 0               | 21e        |
|        | Total                  |         |                       |         | 18          | 0         | 0              | 0               | 0               | 3        | 0               |            |

| Saison | Écurie                 | Châssis        | Moteur                   | Pneus | 1   | 2   | 3      | 4      | 5      | 6      | 7      | 8        | 9      | 10       | 11     | 12     | 13     | 14     | 15     | 16       | 17     | 18     | 19     | Classement | Points inscrits |
| ------ | ---------------------- | -------------- | ------------------------ | ----- | --- | --- | ------ | ------ | ------ | ------ | ------ | -------- | ------ | -------- | ------ | ------ | ------ | ------ | ------ | -------- | ------ | ------ | ------ | ---------- | --------------- |
| 2014   | Caterham F1 Team       | Caterham CT05  | Renault V6 turbo hybride | P     | AUS | MAL | BHR    | CHI    | ESP    | MON    | CAN    | AUT      | GBR    | ALL      | HON    | BEL    | ITA    | SIN    | JPN    | RUS      | USA    | BRE    | ABU 17 | 23e        | 0               |
| 2015   | Manor Marussia F1 Team | Marussia MR03B | Ferrari V6 turbo hybride | P     | AUS | MAL | CHI 15 | BHR 16 | ESP 17 | MON 17 | CAN 17 | AUT Abd. | GBR 13 | HON Abd. | BEL 16 | ITA 15 | SIN 15 | JPN 19 | RUS 14 | USA Abd. | MEX 16 | BRE 17 | ABU 18 | 21e        | 0               |

Légende : ici 

### Résultats aux 24 heures du Mans
| Année | Équipe                    | no | Châssis         | Moteur                 | Pneus    | Catégorie | Équipiers                   | Tours | Résultat    |
| ----- | ------------------------- | -- | --------------- | ---------------------- | -------- | --------- | --------------------------- | ----- | ----------- |
| 2016  | G-Drive Racing            | 26 | Oreca 05        | Nissan VK45DE 4,5 l V8 | Dunlop   | LMP2      | Roman Rusinov René Rast     | 357   | 6e          |
| 2017  | JMW Motorsport            | 84 | Ferrari 488 GTE | Ferrari F154 3,9 l V8  | Michelin | LMGTE Am  | Robert Smith Dries Vanthoor | 333   | 26e         |
| 2018  | Panis-Barthez Compétition | 23 | Ligier JS P217  | Gibson GK428 4,2 l V8  | Michelin | LMP2      | Julien Canal Timothé Buret  | 352   | 13e         |
| 2019  | Panis-Barthez Compétition | 23 | Ligier JS P217  | Gibson GK428 4,2 l V8  | Dunlop   | LMP2      | René Binder Julien Canal    | 362   | 13e         |
| 2020  | Jackie Chan DC Racing     | 37 | Oreca 07        | Gibson GK428 4,2 l V8  | Goodyear | LMP2      | Ho-Pin Tung Gabriel Aubry   | 141   | Disqualifié |